# Jacobsen Vintage 3
Jacobsen Vintage 3 ist eines der teuersten Biere der Welt. Es wird von der Carlsberg-Brauerei in Dänemark hergestellt.
Pro Flasche kostet es in Dänemark ca. 2000 Dänische Kronen (umgerechnet ca. 275 €).

## Herstellung
Zunächst werden die üblichen Inhaltsstoffe, wie bei allen anderen Bieren üblich, Gersten-Malz und Wasser vermaischt und die Würze mit dem Hopfen gekocht, anschließend wird die Würze mit Hefe versetzt. Hierbei verwendet die Carlsberg-Brauerei laut eigenen Angaben keinerlei besonders teuren Rohstoffe, sondern nur handelsübliche.
Das Produkt hat einen Alkoholgehalt von 16 %. Um diesen Alkoholgehalt ohne Destillation des Bieres zu erreichen, ist es notwendig, stets und über einen langen Zeitraum neue Bierhefe zum Jungbier hinzuzufügen sowie die alte, abgestorbene Hefe streng kontrolliert, in ganz bestimmten Zeiträumen, vom Boden des Gärbottichs abzulassen.
Diese Maßnahme begründet sich dadurch, dass natürliche Hefe bei einem Alkoholgehalt von 12 % im Jungbier abstirbt und damit nicht mehr in der Lage ist, noch mehr Zucker in Alkohol umzuwandeln. Außerdem verdirbt der Geschmack des Bieres, wenn die abgestorbene Hefe zu lange im Jungbier verbleibt (Autolyse).
Nach Abschluss dieses Brauverfahrens wird das Bier längere Zeit in Eichenfässern gelagert, um einen typischen Barrique-Geschmack zu erzeugen.